# Wankhaus
Das Wankhaus (auch Alois-Huber-Haus) ist eine Schutzhütte der Sektion Garmisch-Partenkirchen des Deutschen Alpenvereins. Sie liegt auf 1780 m ü. NHN Höhe im Estergebirge in den Bayerischen Voralpen auf dem Gipfel des Wank und wird nahezu ganzjährig bewirtschaftet.

## Geschichte
Bereits im Jahr 1894 beschäftigte sich die General-Versammlung der Sektion Garmisch-Partenkirchen des DuOeAV mit der Errichtung eines Schutzhauses auf dem Gipfel des Wank. In den Folgejahren nahm der touristische Wert des Wank weiter zu und spätestens nach der Errichtung eines Gipfelkreuzes auf dem Wank-Gipfel durch den Volkstrachtenverein „Werdenfelser Heimat“ im Jahr 1904 stiegen die Besucherzahlen dermaßen, dass das Thema Hüttenbau durch die Sektion weiter forciert wurde.
Auf der anderen Seite kam es bei den Verhandlungen mit dem Grundeigentümer, der Erschließung einer geeigneten Trinkwasserversorgung und der Finanzierung des Baus immer wieder zu Rückschlägen, so verweigerten der Darlehenskassaverein Garmisch einen Kredit und der Hauptausschuss der DuÖAV eine fest eingeplante Bezuschussung. Zeitplan, Projektumfang und Baupläne mussten immer wieder verändert werden, bis im Jahr 1909 schließlich vom Sektionsvorstand der Bau fest beschlossen wurde. Auf die Wasserleitung wurde zunächst verzichtet. Alois Huber, damals Schatzmeister und Hüttenrefent der Sektion und bereits in der Planungsphase treibende Kraft, war von Beruf Holzschnitzer, entwarf die Inneneinrichtung und ließ diese in seiner Werkstatt günstig anfertigen. Finanziert wurde die Bausumme von knapp 25000 Mark aus den Einnahmen des von der Sektion bewirtschafteten Weges durch die Höllentalklamm. Im Sommer 1910 begannen dann die Bauarbeiten und im Mai des folgenden Jahres konnte das Wankhaus feierlich eröffnet werden.
Die Hütte erfreute sich nach dem Krieg großer Beliebtheit und nicht zuletzt durch die Errichtung der Wank-Seilbahn wurden 1929/30 erste Erweiterungen notwendig, wobei auch die vorher vernachlässigte Wasserversorgung berücksichtigt wurde. 1939 erfolgte dann ein weiterer Anbau.
Seit 1958 steht in unmittelbarer Nähe der Hütte eine Messstation des Fraunhofer-Instituts, in der Daten zur Untersuchung der Radioaktivität in der Luft sowie zur Niederschlagsmessung gesammelt werden.
1960 erwarb die Sektion Garmisch-Partenkirchen das Grundstück, auf dem das Wankhaus steht, für 52.000 DM von der Bayerischen Forstverwaltung und ist seitdem Eigentümer der Fläche auf dem Wankgipfel.

## Name
Erbaut wurde die Schutzhütte unter dem Namen Wankhaus. Nachdem der entscheidend an der Errichtung der Hütte beteiligte Alois Huber 1922 verstorben war, erhielt sie, um die Verdienste Hubers zu würdigen, von der Sektion den Beinamen Alois-Huber-Haus. Offiziell wird die Unterkunft in den Veröffentlichungen des DAV aber unter dem Namen Wankhaus geführt. An der Hütte sind heute Hüttenschilder mit beiden Namen angebracht.

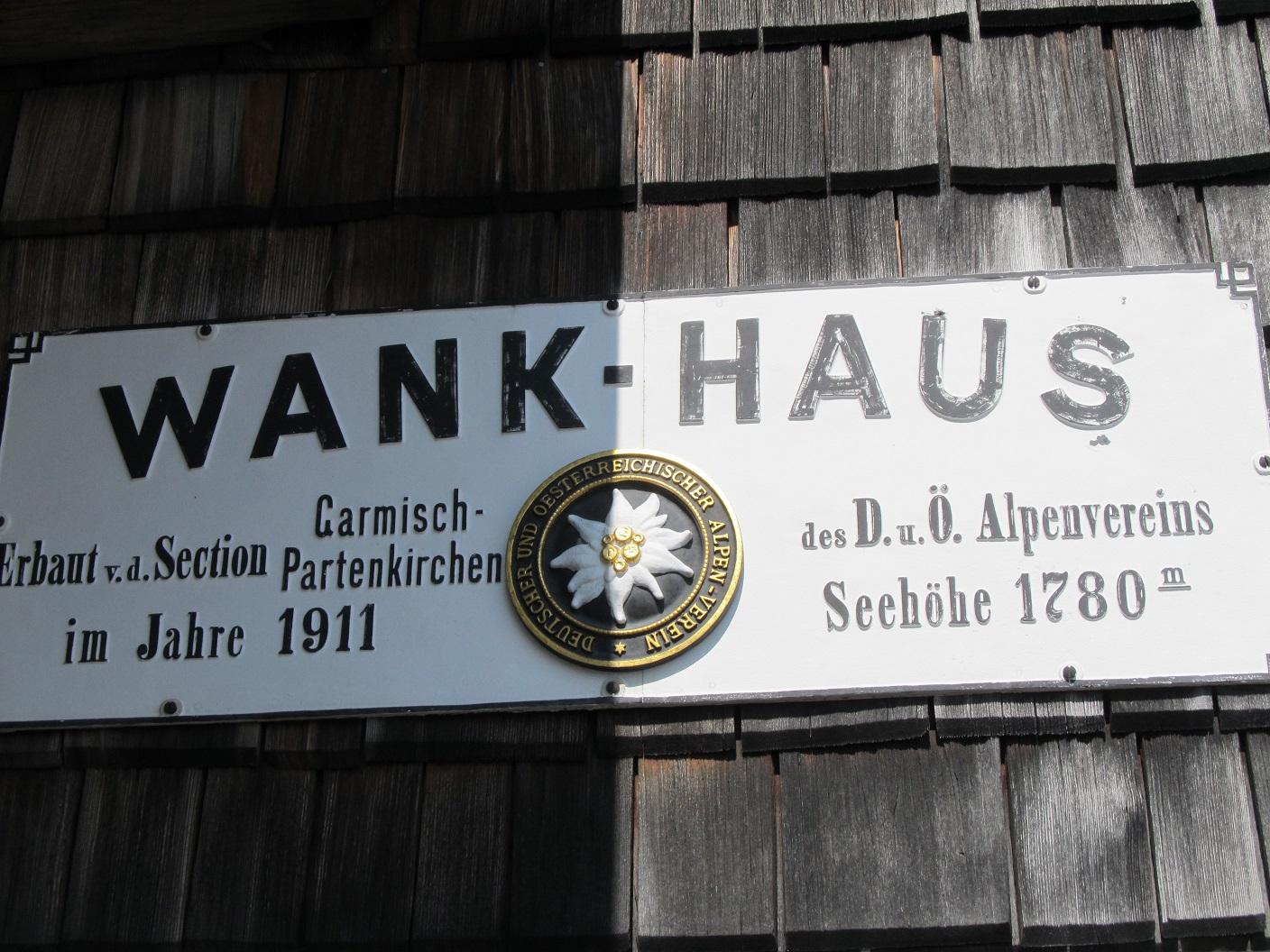
Hüttenschild Wankhaus
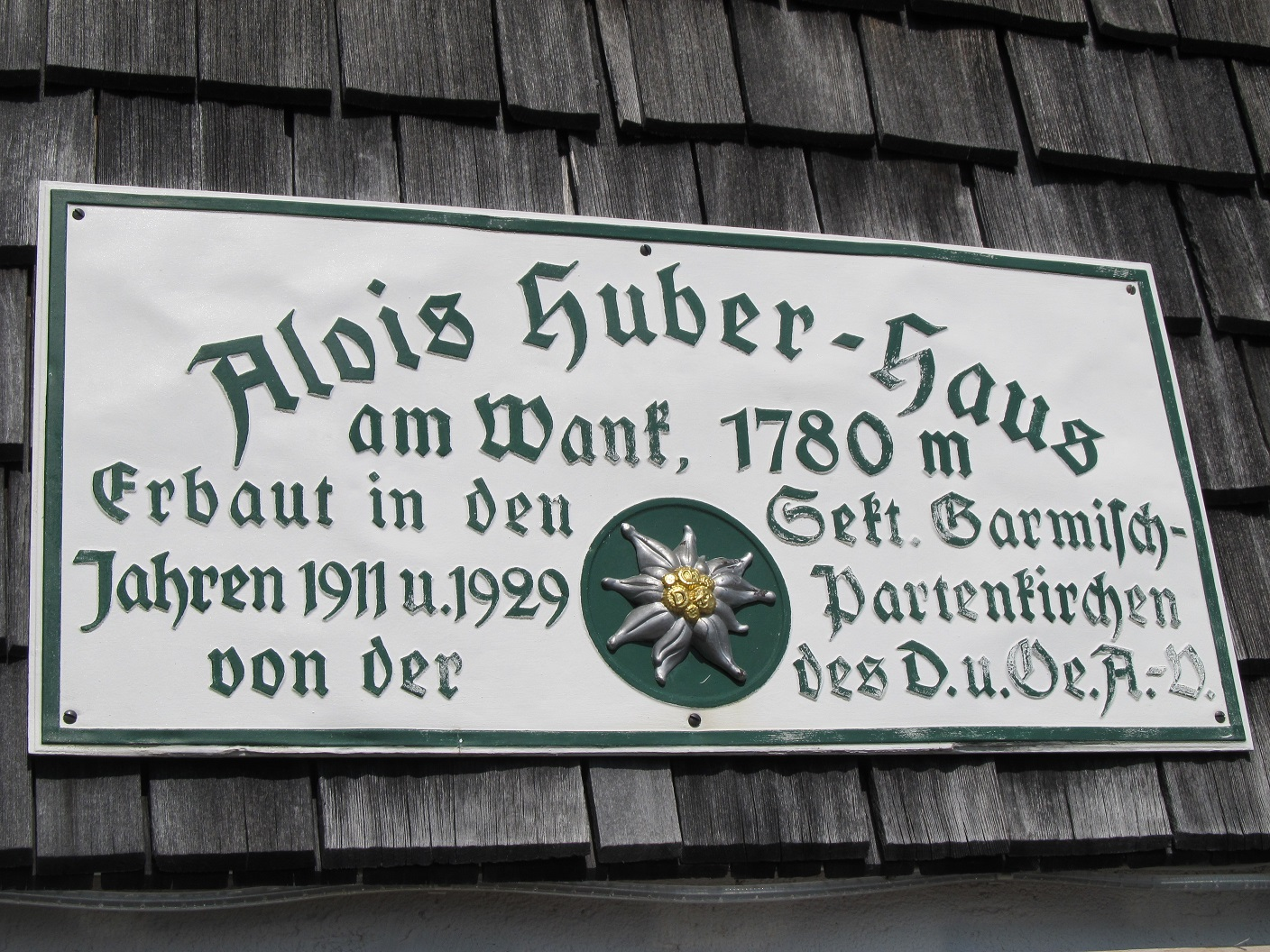
Hüttenschild Alois-Huber Haus

## Zugänge
Die Hütte ist u. a. zu erreichen:
- von der Gipfelstation der Wank-Bahn (1780 m), die nur rund fünfzig Meter neben der Hütte liegt,
- von Garmisch-Partenkirchen (700 m) über die Eckenhütte in ca. 2½ Stunden bzw. über die Daxkapelle und die Esterbergalm in ca. 3 Stunden,
- von Farchant (671 m) in einer Gehzeit von ca. 3 Stunden

## Touren
- Übergang zur Weilheimer Hütte (1955 m), Gehzeit 3–3½ Stunden, von dort in 30 Minuten auf den Krottenkopf (2086 m)
- Gipfelbesteigung Hoher Fricken (1940 m) Gehzeit 1½–2 Stunden
- Gipfelbesteigung Bischof (2033 m), Gehzeit 2–2½ Stunden